# Bobby Hamilton
Charles Robert "Bobby" Hamilton, Sr. (Nashville, Tennessee, 29 de maio de 1957 – Mount Juliet, Tennessee, 7 de janeiro de 2007), foi um  condutor e proprietário na Craftsman Truck Series da NASCAR e vencedor do campeonato Craftsman Truck Series em 2004.

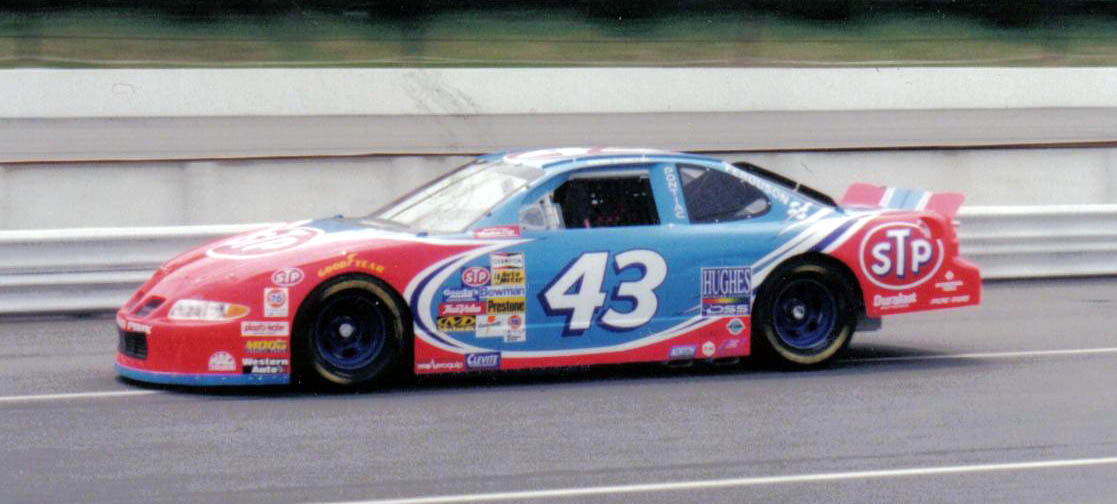
Carro #43 de Bobby Hamilton na NASCAR Cup Series em 1997.

Hamilton foi proprietário da Bobby Hamilton Racing, que regularmente punha em campo três entradas em cada evento da NCTS. O filho de Hamilton, Bobby Hamilton, Jr., é um condutor corrente da Busch Series da NASCAR, e dirigiu a Bobby Hamilton Racing, até ter dissolvido a sua relação com a equipa.
Hamilton é principalmente recordado por duas das suas vitórias na Winston Cup. A primeira vitória na sua carreira, Dura Lube 500 de 1996, na Phoenix International Raceway foi a primeira vitória para o #43 Petty car desde a última vitória de Richard Petty em 1984. Também teve uma vitória memorável na Talladega 500 em abril de 2001 conduzindo o carro #55 do proprietário Andy Petree. A corrida de 500 milhas The foi disputada sem cautela e foi con intenso escrutínio da e da comunicação social,sendo a primeira corrida superspeedway disputada desde a morte de Dale Earnhardt na Daytona 500 2001, dois meses antes. Hamilton, física e mentalmente esgotado, depois de sair do seu carro,  teve que receber Oxigénio antes de dar a entrevista pós-corrida da Victory Lane enquanto estava sentado no chão, encostado contra a porta dos condutores.
Em 2004 conseguiu a primeira posiçºao da Craftsman Truck Series.

## Doença e Morte
No dia 17 de março de 2006, Hamilton anunciou que lhe tinha sido diagnosticado um tumor cerebral. Tomou parte da corrida da Craftsman Truck Series naquela noite, antes de começar a terapia na Segunda-Feira seguinte.
Hamilton voltou à pista para  a corrida Kentucky Speedway, administrando as operações da sua equipa. Sabendo que não poderia estar suficientemente bem para conduzir em 2007, contratou Ken Schrader para conduzir o seu Dodge Fastenal #18 na maior parte dos eventos do programa de 2007 enquanto Hamilton continuava o seu tratamento ao cancro. Bobby faleceu em 7 de janeiro de 2007, aos 49 anos, vítima de tumor cerebral, na sua casa de Mt. Juliet, Tennessee, Estados Unidos, com a família a seu lado.